# كاسنوفيا (ميشيغان)
كاسنوفيا (بالإنجليزية: Casnovia, Michigan)‏ هي منطقة سكنية تقع في الولايات المتحدة في ميشيغان. يقدر عدد سكانها بـ 319 نسمة ومساحتها 2.82 كم2 وترتفع عن سطح البحر 274 متر.

## التركيبة السكانية
قام مكتب تعداد الولايات المتحدة بتحديد بيانات التركيبة السكانية لكاسنوفيا في تعداد الولايات المتحدة. في ما يلي، التركيبة السكانية حسب تعدادي 2000 و2010.

### تعداد عام 2000
بلغ عدد سكان كاسنوفيا 315 نسمة بحسب تعداد عام 2000، وبلغ عدد الأسر 122 أسرة وعدد العائلات 91 عائلة مقيمة في القرية.
وتوزع التركيب العرقي للقرية بنسبة 98.73% من البيض و 0.32% من الأمريكيين الأصليين و 0.95% من عرقين مختلطين أو أكثر.
بلغ عدد الأسر 122 أسرة كانت نسبة 33.6% منها لديها أطفال تحت سن الثامنة عشر تعيش معهم، وبلغت نسبة الأزواج القاطنين مع بعضهم البعض 60.7% من أصل المجموع الكلي للأسر، ونسبة 8.2% من الأسر كان لديها معيلات من الإناث دون وجود شريك، وكانت نسبة 25.4% من غير العائلات. تألفت نسبة 19.7% من أصل جميع الأسر من أفراد ونسبة 8.2% كانوا يعيش معهم شخص وحيد يبلغ من العمر 65 عاماً فما فوق. وبلغ متوسط حجم الأسرة المعيشية 2.98، أما متوسط حجم العائلات فبلغ 2.58.
بلغ العمر الوسطي للسكان 35 عاماً. وكانت نسبة 25.4% من القاطنين تحت سن الثامنة عشر، وكانت نسبة 8.6% بين الثامنة عشر والأربعة وعشرون عاماً، ونسبة 33.3% كانت واقعةً في الفئة العمرية ما بين الخامسة والعشرون حتى والأربعة وأربعون عاماً، ونسبة 21.9% كانت ما بين الخامسة والأربعون حتى الرابعة والستون، ونسبة 10.8% كانت ضمن فئة الخامسة والستون عاماً فما فوق. يوجد لكل 100 أنثى 107.2 ذكر، ويوجد لكل 100 أنثى في الثامنة عشر من عمرها فما فوق 99.2 ذكر.
بلغ متوسط دخل الأسرة في القرية 42,019 دولار، أما متوسط دخل العائلة فبلغ 47,188 دولار. وكان متوسط دخل الذكور 36,563 دولار مقابل 26,250 دولار للإناث. وسجل دخل الفرد الخاص بالقرية 18,962 دولار. وكانت نسبة 1.2% من العائلات ونسبة 4.7% من السكان تحت خط الفقر، وكان من هؤلاء نسبة 5.8% تحت سن الثامنة عشر ونسبة 5.1% في الخامسة والستين من العمر وما فوق.

### تعداد عام 2010
بلغ عدد سكان كاسنوفيا 319 نسمة بحسب تعداد عام 2010، وبلغ عدد الأسر 121 أسرة وعدد العائلات 94 عائلة مقيمة في القرية. في حين سجلت الكثافة السكانية 295.4 نسمة لكل ميل مربع (114.1/كم2). وبلغ عدد الوحدات السكنية 131 وحدة بمتوسط كثافة قدره 121.3 لكل ميل مربع (46.8/كم2).
وتوزع التركيب العرقي للقرية بنسبة 88.4% من البيض و 1.9% من الأمريكيين الأصليين و 0.3% من الأمريكيين الأفارقة و 5.0% من عرقين مختلطين أو أكثر.
بلغ عدد الأسر 121 أسرة كانت نسبة 28.1% منها لديها أطفال تحت سن الثامنة عشر تعيش معهم، وبلغت نسبة الأزواج القاطنين مع بعضهم البعض 65.3% من أصل المجموع الكلي للأسر، ونسبة 7.4% من الأسر كان لديها معيلات من الإناث دون وجود شريك، بينما كانت نسبة 5.0% من الأسر لديها معيلون من الذكور دون وجود شريكة وكانت نسبة 22.3% من غير العائلات. تألفت نسبة 15.7% من أصل جميع الأسر من أفراد ونسبة 3.3% كانوا يعيش معهم شخص وحيد يبلغ من العمر 65 عاماً فما فوق. وبلغ متوسط حجم الأسرة المعيشية 2.97، أما متوسط حجم العائلات فبلغ 2.64.
بلغ العمر الوسطي للسكان 41.9 عاماً. وكانت نسبة 22.3% من القاطنين تحت سن الثامنة عشر، وكانت نسبة 8.6% بين الثامنة عشر والأربعة وعشرون عاماً، ونسبة 23.8% كانت واقعةً في الفئة العمرية ما بين الخامسة والعشرون حتى والأربعة وأربعون عاماً، ونسبة 32.3% كانت ما بين الخامسة والأربعون حتى الرابعة والستون، ونسبة 12.9% كانت ضمن فئة الخامسة والستون عاماً فما فوق. وتوزع التركيب الجنسي للسكان بنسبة 50.8% ذكور و49.2% إناث.